# Frechinia
Frechinia là một chi bướm đêm thuộc họ Crambidae.